# Сита (напій)
Сита́, сити́ця, медова сита́, медяна сита́ — мед, розведений водою, або медовий відвар на воді. Здавна уживають як традиційний безалкогольний солодкий напій, а також підсолоджують обрядові страви — кутю та коливо. Ситу з покришеним хлібом називали канун.
Ситни́й — підсолоджений медом або настояний на меду.
Розситити воду — додати до неї мед.
Розситити мед — розвести мед водою.

## Етимологія
Походження слова сита (д.-рус. сыта, біл. і рос. сыта) остаточно не з'ясоване, зазвичай його виводять з прасл. *sytъ (з первісним значенням «їжа, харчі»), також воно порівнювалося з прусськ. sutristio («сироватка»), лит. sutre, sutros («помиї», «брудна рідина», «осад»), латис. sutra («гноївка»), дав.-ірл. suth («сік», «молоко»), зіставляли його і з рос. соты («стільник»).

## Історія
Вживається людьми здавна, подібні напої існували у багатьох народів. Якщо кутя та коливо існують, ймовірно, ще з неолітичної доби, то сита з'явилась ще раніше: з кам'яної доби люди споживали мед диких бджіл, з незапам'ятних часів вони й стали ним підсолоджувати воду.
Ситу готували з прісного неферментованого меду. Стільники з медом вкладали у діжку й заливали крутим окропом та ще й клали розпечене каміння. Мед розчинявся, а віск спливав. Вощину знімали, ситу переціджували та охолоджували.
У XIX — на початку XX ст. ситу вживали як ритуальну страву. Її додавали в різдвяну й хрещенську кутю, поминальне коливо, а у деяких районах Полісся споживали замість нього. Цікаво, що на півдні та сході України коливо називали раніше — «канун» (що означає «мед», «пиво»). Їх виготовляли на громадські свята, найчастіше храмові.

## Згадування у літописах
Згадується у «Повісті временних літ» у розповіді про облогу печенігами Білгорода у 997 році: 
|  | ...Повелів їм шукати меду. Вони ж пішли та взяли козуб меду, прихований у князівській медуші. І велів дуже розситити воду та вилити у діжку й в другій криниці так само. Уранці ж послав до печенігів. Городяни пішли та сказали печенігам: «Візміть від нас заручників, а від вас 10 мужів хай йдуть до міста поглядіти, що робиться у місті нашім». Печеніги ж зраділи, гадаючи, що їм хочуть здатися, та обравши найкращих мужів у себе, послали їх до міста, щоб дізнатися, що робиться у місті в них. Коли вони прийшли до міста, сказали їм люди: «Навіщо губите себе? Хіба можете перестояти нас? Якщо простоїте 10 років, що ви зможете нам вдіяти? Бо ми маємо харчі від землі. Якщо не ймете віри, поглядіть на власні очі». Привели до криниці, де була бовтанка, зачерпнули відром та налили в ринки. І варили перед ними, зварили перед ними киселю, і взяли їх, потім привели до другої криниці й зачерпнувши сити, почали їсти поперше самі, потім же й печеніги... Оригінальний текст (ст.-слов.) [...Повелѣ имъ искати меду. Они же, шедше, взѧша лукно меду, бѣ бо погребено въ княжи медуши. И повелѣ росытити воду велми и вьльяти въ кадь и въ друземь кладѧзѣ тако. Наутрѣя же посла по печенѣгы. Горожани же рекоша, шедше, печенѣгомъ: «Поимете к собѣ тали наша, а васъ до 10 мужь идете въ градъ и видите, что сѧ дѣєть въ градѣ нашемь». Печенѣзи же радѣ бывше, мняще, яко хотѧть ся передати, а сами избраша лучшии мужи въ градѣ и послаша я вь град, да розъглядають, что ся дѣеть вь градѣ у нихъ. И придоша вь градъ, и рекоша людиє: «Почто губите себе? Коли можете перестояти насъ? Аще стоите 10 лѣтъ, что можете створити намъ? Имѣемь бо кормьлю от земля. Аще ли не вѣруете, да видите своима очима». И приведоша я кь кладѧзю, идѣже цѣжь, и почерпоша вѣдромь и льяху въ латкы. И варяху пред ними, и яко свариша пред ними кисель, и поемь я, и приведоша кь другому кладязю, и почерпоша сыты, и почаша ясти первое сами, потомъ же и печенѣзѣ... ] Помилка: [undefined] Помилка: {{Lang}}: немає тексту (допомога): текст вже має курсивний шрифт (допомога) |

.

## Вживання у бджільництві
У бджільництві пасічники використовують ситу різної концентрації для різних цілей. При об'єднанні бджолиних сімей бджіл збризкують рідкою ситою (1 частина меду на 2 частини води), навесні й рано влітку з метою збільшення розплоду використовують ситу середньої густини (рівні кількості меду і води), при створенні кормових запасів наприкінці літа або зими та ранньою весною бджолам дають густу ситу (4 частини меду на 1 частину води).
Щоб запобігти поширенню хвороб на пасіці виготовляти ситу потрібно тільки з меду від здорових бджолиних сімей. Сита — добрий корм для бджіл, але для підгодівлі бджіл краще використовувати цукровий сироп: він не такий ароматний, як розчин меду, який може спровокувати крадіжки меду бджолами інших сімей.

## Відмінності від інших напоїв на основі меду
- На відміну від меду сита є безалкогольним напоєм.
- На відміну від збитню ситу вживають у холодному вигляді й без прянощів.

## Цікавий факт
- Деякі джерела припускають, що від цього слова міг піти вираз «наїстися до́сита»[10][11] (тобто «до сити́»).